# Juan Calderón
Juan Antonio Hermógenes Calderón Espadero (Villafranca de los Caballeros, Toledo, 19 de abril de 1791- Londres, 28 de enero de 1854) fue un escritor, gramático, cervantista y helenista protestante español. 

## Biografía
Pasó su infancia en Alcázar de San Juan como hijo del médico segundo, después titular, del mismo nombre. Muy joven ingresó en el convento de San Francisco de esta localidad, más por afición a los estudios que por deseo de llevar vida monástica; completó sus estudios en el convento de la orden franciscana en Lorca (Murcia). Luchó en la Guerra de la Independencia como furriel de su tío materno, el militar Pedro José Espadero. En Valencia aprendió francés y entró en contacto con las filosofías materialistas de la Ilustración, con lo que empezó a volverse deísta. Vuelto a Alcázar de San Juan, enseñó allí filosofía moral y, en 1820, la Constitución de Cádiz. Tomó parte en la Sociedad Patriótica de la villa, pero esta significación de liberalismo le valió un atentado contra su vida en 1823, por lo cual emigró a Francia, donde subsistió a duras penas trabajando como zapatero y dando clases de español en Bayona. Allí, instruido por el pastor Henri Pyt, se convirtió a la fe evangélica, se casó y publicó estudios gramaticales y controversias teológicas. Trasladado a Burdeos, publicó allí una Revue grammaticale de la langue espagnole y un Examen raisonné de l'emploi des verbes ser et estar. Casado con una francesa, nació en 1833 en Poitiers su único hijo, Philip Hermógenes Calderón, que llegaría a ser un famoso pintor inglés. Un nieto de Juan Calderón fue también pintor, William Frank Calderón. En 1841 polemizó con el franciscano padre José Areso, restaurador de la orden en Francia, con motivo de sus actividades como distribuidor de biblias en español entre los emigrados españoles del sur. La respuesta de Juan Calderón fue publicar una Respuesta en la que se defendía de todas esas acusaciones, fundamentalmente referidas a la mala calidad de las traducciones y sus errores.
Pasó a Londres a predicar a los emigrados liberales, pero, remiso a olvidar su tierra natal, mantenía su recuerdo leyendo El Quijote, por lo que, al volver durante la regencia de Espartero, compuso su Cervantes vindicado en 115 pasajes, publicado póstumamente en 1855 y donde corrige principalmente una serie de fallos filológicos cometidos por otro comentarista del Quijote, Diego Clemencín. También publicó en Madrid una gramática titulada Análisis lógica y gramatical de la lengua castellana (1843) que años después fue establecida como libro de texto oficial para el aprendizaje de la lengua española por extranjeros, conociendo dos ediciones más. En Londres, copió varios manuscritos de la Biblioteca del Museo Británico para el hebraísta Luis de Usoz, quien se sirvió de sus conocimientos filológicos para editar varias obras clásicas del protestantismo español. Luis de Usoz, más tarde, sería el editor de su Autobiografía (1855) y su Cervantes vindicado (1855). También en Londres revisó y tradujo del griego el Nuevo Testamento, tarea en que le sorprendió la muerte; dicho Nuevo Testamento apareció publicado en Edimburgo en 1858. Asimismo escribió varios ensayos, algunos sobre el ateísmo de Spinoza, en dos revistas protestantes que editó en castellano, El Catolicismo Neto y El Examen Libre, cuyo cometido era divulgar la fe protestante y que fueron repartidas de forma clandestina en España. Dichas revistas pueden considerarse las primeras revistas protestantes compuestas en lengua española; en ellas polemizó contra el pensador católico Jaime Balmes. Murió en Londres en 1854.
Marcelino Menéndez Pelayo le sitúa entre los tres heterodoxos españoles más importantes del siglo XIX:

"Fuera de Blanco White y de Usoz, el único protestante español digno de memoria entre los de este siglo, y no ciertamente por lo original y peregrino de sus errores religiosos, sino por la importancia que le dieron sus méritos de filólogo y humanista y la docta pureza con que manejaba la lengua castellana, es don Juan Calderón, apóstata de la orden de San Francisco".

Fue, además, un competente cervantista. Su obra Cervantes vindicado en ciento y quince pasajes es considerada como una obra imprescindible en la crítica textual del Quijote del siglo XIX.

## Obras
- Cervantes vindicado en ciento y quince pasajes del texto del Ingenioso Hidalgo D. Quiujote de la Mancha, que no han entendido o que han entendido mal algunos de sus comentadores o críticos. Madrid: Imprenta de J. Martín Alegría, 1854. Hay edición moderna de Ángel Romera, Alcázar de San Juan: Patronato de Cultura, 2006.
- Don Juan Calderón. Edición de Luis de Usoz y Río, Madrid, 1855. Traducido y ampliado con informaciones de su hijo y mujer por Joseph Nogaret, con el título de Don Juan Calderon. Sa vie écrite par lui-même, suivie de courtes notices sur quatre chrétienes espagnols et sur l'évangelisation de l'Éspagne. Paris: J. Bonhoure et Cíe, 1880. Una tercera edición se hizo con el título de De las tinieblas a la luz, Barcelona: Imprenta y litografía de J. Robreño Zanné, 1884. Hay edición crítica moderna de Ángel Romera con el título de Autobiografía, Alcázar de San Juan: Patronato de Cultura del Ayuntamiento, 1997.
- Revue grammaticale de la langue espagnole. Bordeaux: E. Mons, 2 vols, 1838 y 1839. La primera parte es un diccionario de reglas y dificultades de la lengua española. Fue reimpresa traducida en parte en su Revista Gramatical de la Lengua Española. Madrid, núm. 1, 2, 3 (Fabrero, marzo y abril de 1843; el cuarto número, correspondiente a mayo, es la Análisis lógica y gramatical de la lengua española.
- Análisis lógica y gramatical de la lengua española. Madrid, 1843. Reeditada dos veces más con notas de Francisco Merino Ballesteros (Madrid, 1852 y 1861
- Examen raisonné de l'emploi des verbes ser et estar dans la langue espagnole. Bourdeaux: E. Mons, 1836. Extractado en Manuel Martínez de Morentín, Estudios filológicos, Londres: Trübner & Cía, 1857, p. 21-43.
- Respuesta de un español emigrado a la carta del padre Areso, Bordeaux: E. Mons, 1841.
- Diálogos entre un párroco y un feligrés sobre el derecho que tiene todo hombre para leer las Santas Escrituras y formar, según el contenido de ellas, su creencia religiosa, manuscrito publicado casi entero por entregas con el título Discusión amistosa de un párroco con uno de sus feligreses sobre el derecho que tiene todo hombre a leer y estudiar las Santas Escrituras en sus revistas Catolicismo Neto (núms. 2, 3 y 5, 1849-1850) y El Examen Libre (núm. 1, 1851)) y traducida con el título Friendly discussions with my Priest, London: Jackson & Walford, 1854.